# Blagoje Bersa
Blagoje Bersa   (Dubrovnik, 21 de desembre de 1873 - Zagreb, 1 de gener de 1934) fou un compositor croat de molta influència musical.
Bersa va estudiar a Zagreb amb Ivan Zajc i al Conservatori de la Societat d'Amics de la Música de Viena amb Robert Fuchs. El 1919 va tornar a Zagreb, on va treballar com a professor de composició de l'acadèmia de música. Entre els seus alumnes hi tingué a Milo Cipra i Bruno Bjelinski. Són conegudes les seves dues òperes: Der Eisenhammer, (1911) i Der Schuster von Delft, llibret de Hans Christian Andersen, 1914, poemes simfònics Els panells solars i Els fantasmes, un trio de piano i una balada.